# Йохан Фридрих Бьотгер
Йохан Фридрих Бьотгер (на немски: Johann Friedrich Böttger, 4 февруари 1682 - 13 март 1719) е германски алхимик. Заедно с Еренфрид фон Чирнхаус за пръв път успяват да произведат порцелан в границите на Европа.